# ブライアン・メイ
ブライアン・ハロルド・メイ（英語: Sir Brian Harold May、CBE、1947年7月19日 - ）は、イギリスのミュージシャン、天文学者（天体物理学博士）。
ロックバンド・クイーンのギタリストであり、自作のギター「レッド・スペシャル」とピックの代わりに使用する硬貨により独特の音色を奏でるギタリストとして有名である。また自作の曲ではリード・ヴォーカルを取ることもある。ミドルセックス州のハンプトン出身。
英音楽誌「トータル・ギター」の「史上最高のロックギタリスト」2020年版において第1位。ローリング・ストーン』の選ぶ「歴史上最も偉大な100人のギタリスト」において第39位、2011年の改訂版では第26位。また熱心な動物愛護運動家でもある。 2005年に大英帝国勲章3等「コマンダー」（司令官/CBE）を受勲。2023年新年の叙勲でナイトの爵位を授与され「サー」の称号が与えられた。

## 経歴
インペリアル・カレッジ・ロンドンで学び、大学院では宇宙工学を研究しており、クイーンの活動が軌道に乗るまでは中学校の講師として教鞭を執っていた。その後、音楽活動のために研究を中断していたが、35年後の2007年の夏から天体物理学の研究を再開し、スペイン領カナリア諸島の天文台で研究を行って論文を完成させ、母校インペリアル・カレッジでの審査を通過して博士号を授与されている。
彼のギター「レッド・スペシャル」は特に有名で、自宅のテーブルのオーク材や彼の知人の家にあった100年以上前の乾燥した暖炉の木材を材料に、エンジニアだった彼の父ハロルド（1921〜87）と自作したオールカスタムギターである。そのギターと後述の独自の機材から奏でられる独特の音色と多重録音による凝ったギターの音像は、当時ロックにも使われ始めていたシンセサイザーの音だとされたことがあり、それに反発した初期のクイーンのレコードパッケージに"No Synthesisers were used on this Album（このアルバムにシンセサイザーは使用されておりません）"と書かれていたことは当時話題となった。
バンド内においては、クイーンの代表曲である「ウィ・ウィル・ロック・ユー」のほかに、「タイ・ユア・マザー・ダウン」や「アイ・ウォント・イット・オール」などのハードロック、プログレ的な「預言者の唄」やカントリー風の「'39」、「手をとりあって」や「セイヴ・ミー」などの優しいメロディを持つバラードなど、バラエティに富んだメロディー作りでバンドに貢献した。
ソロ活動はエドワード・ヴァン・ヘイレンらと競演した「スター・フリート・プロジェクト」が最初であるが、本格的なソロアルバムとしてはフレディ死後の『バック・トゥ・ザ・ライト』、『アナザー・ワールド』がある。また、フランス映画『フーリア』のサウンドトラックも製作した。またコージー・パウエルやニール・マーレイといった気心の知れた仲間たちと共に来日公演を行った。
エディ・ヴァン・ヘイレンのほかに、フー・ファイターズやガンズ・アンド・ローゼス、ブラック・サバス、ポール・ロジャースなど他のミュージシャンとのセッションに数多く参加しており、ジョー・サトリアーニ主催のG3プロジェクトが英国で公演を行った際にゲスト出演し、ウリ・ジョン・ロートやマイケル・シェンカーと夢の共演を果たした。
1993年のソロ公演では、バックを務めたコージー・パウエルが在籍していたレインボーのレパートリーである「Since You Been Gone」を歌った。同曲のレインボー・バージョンはもともとブライアンのお気に入りの曲である。チャリティーにも積極的に参加してデヴィッド・ギルモア、リッチー・ブラックモア、トニー・アイオミ、ポール・ロジャース、ロジャー・テイラー、キース・エマーソンらとディープ・パープルの「スモーク・オン・ザ・ウォーター」をコラボレーションしている。
2004年から2009年にかけては、元フリー、バッド・カンパニーのボーカリストであるポール・ロジャースと組んで「クイーン+ポール・ロジャース」として活動、2008年にはオリジナル・アルバム『ザ・コスモス・ロックス』を発表した。
2006年には、かねてより研究していた天文学についての本を2年半以上の時間を費やし執筆。地球や太陽系の創生についての書籍『BANG! 宇宙の起源と進化の不思議』を発売。
また、2011年には英国のミュージカルスターであるケリー・エリスと組んでライブツアーを行う予定で、サポートメンバーのドラマーはロジャー・テイラーの息子であるRufus-Taylorが務める。2011 MTV VIDEO MUSIC AWARDSのオープニングをレディー・ガガと飾った。
Reading Festival2011ではヘッドライナーでのマイ・ケミカル・ロマンスのステージにゲスト出演。「We Will Rock You」、マイ・ケミカル・ロマンスの代表曲「Welcome To The Black Parade」をプレイした。
2011年に宇宙飛行士ユーリイ・ガガーリンの人類初宇宙飛行50周年を記念したThe Starmus Science And Music Festivalでタンジェリン・ドリームと共演。後にライブ盤『Starmus: Sonic Universe』として発売。
2012年にロンドンオリンピックの閉会式にロジャー・テイラーとともにスペシャルゲストで登場した。
2014年の天文学学会「Starmus」では、自身の講演を行い、リック・ウェイクマンの記念ライブにも参加してギターとボーカルを披露した。
2011年からはアメリカのオーディション番組 「アメリカン・アイドル」出身のボーカル、アダム・ランバートと組んで、「クイーン+アダム・ランバート」として、ロジャー・テイラーと共にヨーロッパ、北米、南米、アジアなどでワールドツアーを展開している。
長年の動物愛護の活動でも知られており、2010年にはアン・ブルマーと共同設立した動物愛護団体「Save Me Trust」を設立。2012年には「動物の倫理的扱いを求める人々の会（PETA）」のイギリス支部からパーソン・オブ・ザ・イヤーに選ばれた。2012年には大ヒットしたレコードよりも動物保護運動で記憶されたいと述べている。新型コロナウイルスの感染拡大を受けて「パンデミックは人間が動物を食べるところから来ているかもしれない」と述べてヴィーガニズムを提唱している。
野生動物駆除反対に関して度々イギリスのニュース番組に出演している。クイーンがグラストンベリー・フェスティバルに出演しない理由について、以前からアナグマの殺処分を巡って主催者のマイケル・イーヴィスと対立しており、グラストンベリー・フェスティバルには出演しないと語っている。
2023年、ナイトを受勲。

## ギターサウンドについて

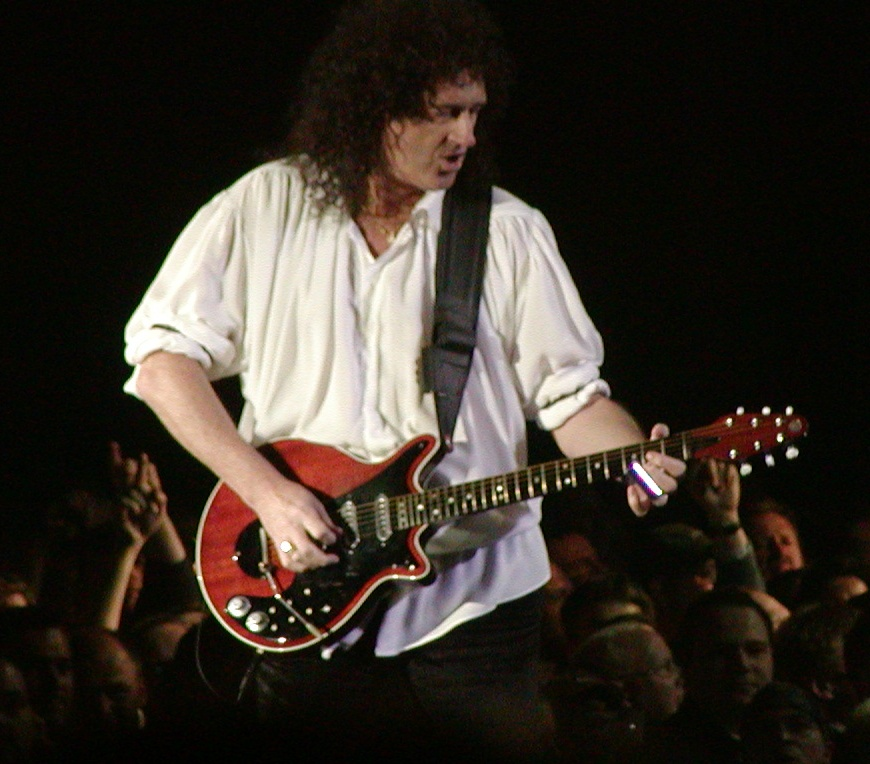
レッド・スペシャルを弾くブライアン（2005年）

独特のアタック音を持つ音は、通常ギターを演奏する際によく使われている「ピック」ではなく、6ペンス・コインや、1990年代後半からはオーストラリア・5セントコインを使用していることによる。普通のギタリストからすれば非常に弾きにくく信じられないことであるが、インタビューの際「硬いほうが指のニュアンスを伝えやすいと思う。斜めに使えば滑らかな音が出せる。ハードにプレイする時はコインの回りのギザギザを使う。指は弦に触れるか触れないかの位置にあるので、手の動きを弦に伝えやすい」と語っている。2006年8月、デジテックから彼の音を再現するフットエフェクターが発売された（6ペンスコイン付）。しかし一部の曲のみしか再現されておらず、それだけ実際の楽曲で作り出した音の種類は非常に多彩であることが分かる。2002年にはVOXからジョン・ディーコンが自作し、ブライアンがレコーディングの時に重宝した「Deacy（ディーキー）」とトレブルブースターのサウンドを再現したギターアンプ「Brian May Special」が発売されたことがあった。
ブライアンの基本的サウンドはレッドスペシャルをトレブルブースターに繋ぎ、フルアップにしたVOX製AC30で鳴らすことで作れる。トレブルブースターはもともと本人のハンドメイドであったが、ピートコーニッシュ製作のものを利用していた時期を経て、現在はグレッグフライヤー製作のブースターを利用している。このトレブルブースターはトレブルをブーストするというより、ミッドとトレブルを持ち上げて音をすっきりさせる効果がある。全く歪みの無いクリーンブースターではあるが、このブースターを通すことでAC30をフルアップにした時に崩壊するように歪むようになる一方、ギターのボリュームを絞るとチャイムのようなクリーンサウンドが得られる。このギターのボリュームコントロールだけで音のニュアンスを劇的に変えられるのがブライアンのセットアップの特徴である。ギターはアコースティックの曲を除きほぼ全てでレッドスペシャルを使用している。唯一の例外は愛という名の欲望で用いられたロジャー所有の黒いフェンダー・テレキャスターである。写真やプロモーションビデオではフェンダー・ストラトキャスターやギブソン・レスポール等のギターを持っている物もあるが、いずれも実際のレコーディングやライブでは用いられていない。
一時期はより歪ませるためにトレブルブースターを2個連続で繋いでいた時期もあった。VOXのAC30はビートルズが使っていたことでも有名なアンプだが、ブライアンはビートルズと違い、ノーマルチャンネルのフルアップ駆動により全く違う歪んだ音を出している。ブライアンはAC30以外はほとんど利用しないといっていい程AC30が気に入っており、VOXからAC30BMというシグネチャーアンプが世界500台限定で発売されたこともある。このアンプはマスターボリュームや他のエフェクトが無いに等しい「フルアップにすることで全てのセッティングが終了する」という最近では珍しいハードコアなアンプであった。AC30は非常にいい音がするということでプロに人気があるが、耐久性に劣るため練習スタジオなどでも常備している場所が少ない、ある意味デリケートなアンプである。そのためミュージカル"We Will Rock You"で何夜も連続して使われた時はグレッグフライヤーが耐久性と音色を改善する改造を全てのアンプに施していた。ブライアンもフライヤーによって改造されたアンプを常時ステージに上げている。
ブライアンの演奏時テクニックの特徴としてチョーキングとビブラートが挙げられる。ブライアンはフレーズの途中でチョーク・アップを多用するが、その他のギタリストの使い方と決定的に異なるのはチョーク・アップの後にチョーク・ダウンしない事である。ボヘミアン・ラプソディーのソロでも随所に見られるが、音階を駆け上がった頂点の音はチョーク・アップによって出しており、その後チョーク・ダウンはしていない。また、クイーンのギターソロにはしばしば1音半、2音、「うつろな日曜日」（オペラ座の夜収録）では2音半チョーキングという通常では考えられない高音チョーキングが登場するが、これはレッド・スペシャルのスケールが24インチのショートスケールで、かつ弦のゲージが0.08と細く弦のテンションがかなり低い事が影響していると考えられる。ビブラートに関して、ブライアンは常に揺れ幅の大きく速いビブラートをかけている状態である。また、和音を鳴らしている際はアームを用いたアーミング・ビブラートをかけている。レッド・スペシャルはアーム・ダウンしかできないと思われがちであるが、実際のレッド・スペシャルのトレモロユニットはフローティング状態にあり、半程度のアーム・アップも可能である（2013年フランスでのライブ映像で確認できる）。これにより、通常のシンクロナイズド・トレモロユニットのアーム・ダウンによる（音程を下げる方向の）ビブラートではなく、フローティング状態を基準にアーム・ダウンとアーム・アップを織り交ぜるビブラートが可能となっている。アームの操作に必要な力も市販のギターに比べてかなり少なくて済むため、安定を僅かに揺らす繊細なビブラートが可能であり、ブライアンの音色の特徴となっている。

## 関連人物

### 影響を受けたアーティスト
- ジミ・ヘンドリックス
彼は同時代や後年の音楽に多大な影響を与えたが、ブライアンも例外ではなかった。ステージ上で次々と繰り広げられるジミの斬新な奏法を知ろうとブライアンが自ら金を出して大学のライブにジミを呼んだ程である。クイーンの前身バンド「スマイル」のドラマーを募集する際、「ミッチ・ミッチェル（ジミ・ヘンドリックス・エクスペリエンス）やジンジャー・ベイカー（クリーム）のようなドラマーを求む」という貼紙をしたのは有名である。スマイルはパープル・ヘイズもカバーしており、ライブ録音が残っている。
- エリック・クラプトン
クリームの元メンバー。ブライアンはクラプトンを尊敬しており、ライブハウスに「クラプトンは神」と落書きした事もある。後にブライアンが制作したソロアルバム「スター・フリート」の曲には「E.C(エリック・クラプトンのイニシャル)に捧げる」と書いてある。
- リッチー・ブラックモア
ディープ・パープルの元メンバーで、イギリスを代表するギタリスト。気難しい性格として知られているが、ブライアンとは互いを尊敬し合う間柄である。 チャリティーコンサートなどで度々共演している。ブライアンは1993年のソロツアーで、リッチーの在籍していたバンド・レインボーの「シンス・ユー・ビーン・ゴーン (Since You Been Gone)」を取り上げている。
- AC/DC
オーストラリア出身のハードロックバンドであり、ブライアンが参加してみたかったバンドとして彼らの名前を挙げている。「クイーンをやってなかったらAC/DCに入りたかったかな。でも、残念ながら、僕じゃサイズも形もあのバンドにはふさわしくないと思うよ。というのもクイーンとは全く違うからね。クイーンっていうのはものすごくいろんな影響を折衷するバンドだったからさ。僕たちはそれこそありとあらゆるジャンルの分け隔てを踏み越えていったんだからね。でも、AC/DCっていうのはそういう意味じゃ対極にあるバンドなんだよ。彼らには自分たちのスタイルのなんたるかがわかってるし、それはとてつもなく純化されたもので、僕はそれにすごく敬意を感じてるんだよ。連中の鳴らす音は一音一音が完全なAC/DCになってるんだ」と高く評価している。

### 交友のある、あったアーティスト
- トニー・アイオミ（ブラック・サバス）
ブライアンとは1970年代初めの頃からの親友である[17][18]。ブライアンも1989年にリリースされたブラック・サバスのアルバム『ヘッドレス・クロス』でゲスト参加しており、アイオミも上記のロック・エイド・アルメニアやフレディ・マーキュリー追悼コンサートでも度々共演している。
- 本田美奈子./Minako Honda
日本の歌手で、1985年の初の武道館公演のオープニングにフレディの楽曲「ボーン・トゥ・ラヴ・ユー」を使用し、EMIのプロデューサーがメイにこれを聞かせたところ、興味を持ってプロデュースを申し出たことによる（当時の東芝EMIの本田のアイドル路線からの脱却戦略だと思われる。ちなみに、彼女の楽曲「the Cross -愛の十字架-」はゲイリー・ムーアの楽曲。アルバム「CANCEL」にはジョン・ディーコンの楽曲「ルーレット」（その後ジョンが自身のユニットでカヴァー）が収録されているが、同アルバムの作曲陣を見ればEMI所属アーティストで固めてあることがわかる）。1987年のシングル曲「CRAZY NIGHTS/GOLDEN DAYS」はブライアンの作詞・作曲・プロデュース（ギターも勿論弾いている）である。これは本田のイギリス・デビュー・シングルで英国では「Golden Days」がA面扱い。日本盤では秋元康が歌詞をつけている。その後も彼女との親交は続き、2005年に本田が白血病のため死去した際、自身のブログで本田とのレコーディングの際のエピソードを紹介するとともに「まだ若いのに無念」と追悼コメントが出された。本田の逝去後に発売されたアルバム『心を込めて...』に収録されている「Golden Days」は、夭逝を悼んだブライアンがこのために新たにリミックスしたものである。

## ディスコグラフィ

### スタジオ・アルバム
- 「バック・トゥ・ザ・ライト〜光にむかって〜」 - "Back to the Light"（1992年）
- 「アナザー・ワールド」 - "Another World"（1998年）

### ミニ・アルバム
- 「無敵艦隊スターフリート!」 - "Star Fleet Project"（1983年）※ブライアン・メイ & フレンズ名義。収録曲1曲目Star Fleetは永井豪原作の特撮人形劇『Xボンバー』がイギリスで放映された際のテーマ曲をカバーしたもの。
- 「華麗なる復活 / 初ソロ日本公演記念ミニアルバム」 - "Resurrection - Japanese Tour Mini Album"（1993年）
- 「レッド・スペシャル / ジャパン・ツアー・ミニ・アルバム」 - "Red Special"（1998年）

### ライブ・アルバム
- 「ライブ・アット・ブリクストン・アカデミー」 - "Live At The Brixton Academy"（1994年）

### サウンドトラック
- 「フーリア」オリジナル・サウンドトラック - "Furia (album)"（2000年）

### シングル
- 「スターフリート」 - "Star Fleet"（1982年）
- 「ドリヴィン・バイ・ユー」 - "Driven By You"（1992年）
- 「愛の結末〜トゥー・マッチ・ラヴ・ウィル・キル・ユー〜」 - "Too Much Love Will Kill You"（1992年）
- 「バック・トゥ・ザ・ライト」 - "Back To The Light"（1992年）
- 「華麗なる復活」 - "Resurrection"（1993年）
- 「地平線の彼方へ」 - "Last Horizon"（1993年）
- 「アメイジング・スパイダーマン」 - "The Amazing Spider-Man"（1995年）
- 「ビジネス」 - "Business"（1998年）
- 「オン・マイ・ウェイ・アップ」 - "On My Way Up"（1998年）
- 「アナザー・ワールド」 - "Another World"（1998年）
- 「ホワイ・ドント・ウィー・トライ・アゲイン」 - "Why Don't We Try Again"（1998年）
- 「ニュー・ホライズンズ (ウルティマ・スーリー・ミックス)」 - "New Horizons (Ultima Thule Mix)"（2019年)

## その他のエピソード
- CCCD（コピーコントロールCD）には批判的で、そのようなことをするよりファンの喜ぶような特典を入れることの方が大切ではないか、と述べている。
- 好きな動物はペンギン。「生まれ変わるならペンギンがいい」とまで語っており、『戦慄の王女』の裏ジャケットや「狂気への序曲」のビデオクリップでは実際にペンギンの格好をしている。
- ギター・キーボード・バンジョーの他にオートハープ・琴・アコーディオン・オルガン・ハープなども演奏できる。